# Bremsassistent
Ein Bremsassistent ist ein Bremskraftverstärker in einem Automobil, der dafür sorgt, dass der notwendige Pedaldruck, um eine Gefahrbremsung auszulösen, bei einem offensichtlichen (Not-)Bremsmanöver bis auf den maximal möglichen Bremsdruck erhöht wird. Grundlage für diese Änderung der Bremsverstärkungskennlinie sind unter anderem die Zeit zwischen dem letzten Gasimpuls und der Betätigung des Bremspedals (Gefahrbremsung) sowie die Geschwindigkeit, mit der das Gaspedal losgelassen wurde. Durch ein aktives Einschalten des Bremsassistenten auf diesem Wege durch den Fahrzeugführer unterscheidet er sich vom Notbremsassistenten, der vom Bordcomputer des Fahrzeugs initiierte Bremsungen durchführt. Ein Blockieren der Räder wird dabei durch das Antiblockiersystem (ABS) verhindert.

## Bezeichnung
Diese Systeme werden je nach Fahrzeughersteller bzw. Automobil-Zulieferer unterschiedlich bezeichnet, z. B.:
Daimler: BAS

## Geschichte
Der Bremsassistent ist ein wichtiges Glied in einer Kette von Assistenzsystemen, deren Entwicklung mit dem ABS ihren Anfang nahm. Basierend auf dem ABS entstand zunächst die Antriebsschlupfregelung (ASR, 1985). Es folgten das automatische Sperrdifferential (ASD, 1985) und der automatisch schaltende Vierradantrieb 4MATIC (1985). Auch das Elektronische Stabilitäts-Programm ESP (1995) verwendet ABS-Signale. Der Bremsassistent baut direkt auf dem ESP-Funktionsumfang auf. Mercedes-Benz stellte ihn erstmals am 25. November 1996 vor. Daraus wurde schließlich der Notbremsassistent, der auf vorausschauenden Sensoren basierend die Bremsanlage adaptiv vorsteuert, um den Unfall zu verhindern, den Autofahrer optisch und akustisch vor einem drohenden Auffahrunfall warnt und gegebenenfalls aktiv das Fahrzeug verzögert.

## Funktion und Wirkungsweise
Technisch wird dabei im Bremskraftverstärker eine teilevakuierte Kammer mit atmosphärischem Luftdruck beaufschlagt, so dass sich die Bremskraftverstärkung ändert. Alternativ kann das auch mit einer Hydraulik oder Mechanik erfolgen. Die Auslösung erfolgt über eine elektronische Steuerung.
Ältere Verfahren messen mit Hilfe eines Sensors den zurückgelegten Weg des Bremspedals in Bezug zur verstrichenen Zeit und errechnen so Momentangeschwindigkeit und ggf. noch Beschleunigung des getretenen Bremspedals. Der Sensor funktioniert nach dem Potentiometer-Prinzip, d. h. der mechanische Pedalwegwert wird einem äquivalent elektrischen Wert zugeordnet, der dann im nachgelagerten ABS/ESP System ausgewertet wird.
Neuere Systeme funktionieren ähnlich wie oben, nur dass der Sensor sich nicht am Bremspedal befindet, sondern integriert innerhalb des Hauptbremszylinders eingebaut ist.
Charakteristisch für falsch eingeleitete Notbremsungen sind insbesondere Bremsmanöver, die mit hoher Bremspedalgeschwindigkeit beginnen, dann aber noch vor Erreichen des notwendigen Bremsdruckes an Intensität nachlassen (negative Bremspedalbeschleunigung). Der BAS im integrierten ABS/ESP System erkennt dies und baut dann den für die Notbremsung erforderlichen hohen Bremsdruck im Hauptbremszylinder auf. Da die während einer ABS-Bremsung wichtigste Zeit der Bremsbeginn mit möglichst hohem Bremsdruck ist, kann der BAS hier bei einem zu behutsam bremsenden Fahrer den Bremsweg etwas verkürzen.
Hintergrund der Einführung ist das Verhalten vieler Kraftfahrer, in einer Notbremssituation nicht optimal zu reagieren und keine Vollbremsung des Fahrzeuges einzuleiten.

## Rechtliche Lage
In der EU gilt die Vorschrift, dass seit dem 24. November 2009 bereits alle neuen Pkw- und leichten Nutzfahrzeugtypen serienmäßig mit Bremsassistenzsystemen ausgerüstet sein mussten. Seit dem 24. Februar 2011 gilt dies für alle Neufahrzeuge.